# CHERRY (漫画)
『CHERRY』（チェリー）は、筒井旭による日本の漫画。『マーガレット』（集英社）にて、2005年8号から同年18号まで連載された。単行本全1巻。

## あらすじ
「奏なんていなきゃいいのに……」双子の妹からひどい扱いを受けるオタク男子の詩（うた）は、ついそう思ってしまった。その日、奏は交通事故に遭い、意識不明になってしまう。意識が戻らないまま1週間が過ぎ、詩は偶然奏の手帳を見てしまい、奏が告白する予定だった人に代わりに思いを告げてあげようと、奏に変装する。

## 登場人物
安室 詩（あむろ うた）
純情なオタク男子。中学3年生。インドア派で運動音痴の上、虚弱体質。内気で晩生（おくて）で女の子と目を合わせることもできない。
安室 奏（あむろ かな）
詩の双子の妹。外見だけは詩とそっくりだが、乱暴で無神経。オタクはキモいと思っている。
都丸 圭一（とまる けいいち）
詩の親友。オタク仲間。出っ歯で、分厚い眼鏡をかけ、髪型は七三分け。
岡田 モニカ（おかだ モニカ）
奏の親友。美人で上品でおしとやかな女の子。都丸とは幼稚園が同じだった。
国分（こくぶん）
奏が告白する予定だった高校生? 都丸とは隣人で幼馴染。

## 書誌情報
- 筒井旭 『CHERRY』 集英社 〈マーガレットコミックス〉、全1巻
  - 2005年10月発行、ISBN 4-08-847896-7